# المتحف الجيولوجي الأذربيجاني
المتحف الجيولوجي الأذربيجاني (بالأذرية: Azərbaycan Geologiya Muzeyi) - هو متحف يقع في مدينة باكو بعاصمة أذربيجان.

## تاريخ المتحف
أنشأ المتحف عام 1982 وفقا لقرار مجلس وزراء جمهورية أذربيجان الاشتراكية السوفيتية على أساس جيولوجي في أذربيجان التي أنشاء في 1969. 
تعرض في المتحف معارض للصخور والمعادن والبلورات في أعماق أذربيجان.
يعمل المتحف الجيولوجي الأذربيجاني التابع وزارة البيئة والموارد الطبيعية.
تم ترميم المتحف بقرار من الرئيس في عام 2018. وأقيم حفل افتتاح المتحف بعد الإصلاح الشامل في 25 ديسمبر عام 2010. 

## المعرض
في قاعة المتحف أكثر من 5000 عينة من مختلف مناطق العالم:
حجر خام يوجد في المتحف مواد بناء، معادن، حجر طبيعي، خرائط جيولوجية لمختلف المحتويات والمعروضات الأخرى. 